# Bang Min-ah
Bang Min-ah, auch bekannt unter dem Mononym Minah, (* 13. Mai 1993 in Incheon) ist eine südkoreanische Sängerin und Schauspielerin. Bekanntheit erlangte sie als Mitglied der Girlgroup Girl’s Day.

## Leben
Bang Min-ah besuchte die Jinsun Girls’ High School und studierte anschließend an der Dongduk Women’s University. Im Juli 2010 wurde sie Teil der neugegründeten Girlgroup Girl’s Day und hatte ihren ersten öffentlichen Auftritt mit der Gruppe in der Musikshow Music Bank. Im März 2015 veröffentlichte Bang Min-ah ihr erstes Soloalbum I Am a Woman Too. Sie veröffentlichte zudem mehrere Singles, darunter den Titel You, I für den Soundtrack der Fernsehserie Doctor Stranger. An ihrem 2017 veröffentlichten Titel 11° war Bang Min-ah auch als Songwriterin beteiligt. 2019 trennten sich die Mitglieder von Girl’s Day, die Gruppe blieb jedoch offiziell weiterhin bestehen. Seitdem betätigt sie sich vorwiegend als Schauspielerin.
Bang Min-ah war schon seit 2011 und somit noch während der aktiven Zeit von Girl’s Day als Schauspielerin tätig. 2016 erhielt sie ihre erste Hauptrolle als Gong Shim in der 20 Folgen langen Fernsehserie Beautiful Gong Shim. Eine weitere Serien-Hauptrolle folgte 2019 als Um Da-da in My Absolute Boyfriend, zudem beteiligte sich Bang Min-ah mit dem Lied It Was Love am Soundtrack. Im erstmals 2020 beim Busan International Film Festival gezeigten Jugenddrama Snowball spielte sie als Kang-i ihre erste Hauptrolle in einem Kinofilm.
Für ihre Rolle in Beautiful Gong Shim wurde Bang Min-ah mit zwei SBS Drama Awards in den Kategorien Actress in a Romantic Comedy Drama und New Star ausgezeichnet. 2021 erhielt sie für Snowball den Rising Star Award beim New York Asian Film Festival sowie den Busan Film Critics Award.
2022 war Bang Min-ah als PR-Botschafterin für das 24. Seoul International Women’s Film Festival tätig und moderierte zudem die Eröffnungszeremonie.

## Filmografie (Auswahl)
- 2011: Baby Faced Beauty (Dong-an Minyeo; Fernsehserie, eine Folge)
- 2012: Family (Paemilri; Fernsehserie, eine Folge)
- 2013: Master’s Sun (Jugun-ui Taeyang; Fernsehserie, eine Folge)
- 2016: Beautiful Gong Shim (Minyeo Gongsimi; Fernsehserie, 20 Folgen)
- 2019: My Absolute Boyfriend (Jeoldae Geui; Fernsehserie, 40 Folgen)
- 2020: Snowball (Choiseon-eui)
- 2023: Delivery Man (Dillibeorimaen; Fernsehserie, 12 Folgen)

## Diskografie

### EPs
| Jahr | Titel            | Höchstplatzierung, Gesamtwochen, AuszeichnungChartsChartplatzierungen (Jahr, Titel, Platzierungen, Wochen, Auszeichnungen, Anmerkungen) | Anmerkungen                        |
| Jahr | Titel            | KR | Anmerkungen                        |
| ---- | ---------------- | --- | ---------------------------------- |
| 2015 | I Am a Woman Too | KR2 (2 Wo.)KR | Erstveröffentlichung: 16. Mai 2015 |

### Singles
| Jahr | Titel Album                                        | Höchstplatzierung, Gesamtwochen, AuszeichnungChartsChartplatzierungen (Jahr, Titel, Album, Platzierungen, Wochen, Auszeichnungen, Anmerkungen) | Anmerkungen                                 |
| Jahr | Titel Album                                        | KR | Anmerkungen                                 |
| --- | -------------------------------------------------- | --- | ------------------------------------------- |
| 2014 | Holding Hands (손만 잡을게) 4U Project             | KR51 (2 Wo.)KR | Erstveröffentlichung: 2014 mit DinDin       |
| 2015 | I Am a Woman Too                                   | KR15 (9 Wo.)KR | Erstveröffentlichung: 2015                  |
| 2017 | 11° Other Way                                      | — | Erstveröffentlichung: 2017                  |
| 2019 | Butterfly (알게 모르게) –                          | — | Erstveröffentlichung: 2019                  |
| Folgende Lieder erschienen nicht als Single, wurden aber durch das Album zum Download und Streaming bereitgestellt und konnten somit eine Platzierung erlangen: |                                                    | |                                             |
| |                                                    | |                                             |
| 2014 | Whatever Miss Me Or Diss Me                        | KR8 (5 Wo.)KR | Erstveröffentlichung: 2014 mit MC Mong      |
| 2014 | You, I (니가내가) Doctor Stranger OST              | KR34 (2 Wo.)KR | Erstveröffentlichung: 2014                  |
| 2015 | This Is Strange (이상하다 참) I Am a Woman Too     | KR89 (1 Wo.)KR | Erstveröffentlichung: 2015 mit Kanto        |
| 2019 | It Was Love (사랑이었다) My Absolute Boyfriend OST | — | Erstveröffentlichung: 2019 mit Jung Il-hoon |